# Luís Castro
Luís Manuel Ribeiro de Castro (Vila Real, Mondrões, 3 de setembro de 1961) é um treinador e ex-futebolista português que atuava como lateral-direito. Atualmente comanda o Al-Wasl.

## Carreira como jogador
Como jogador, foi um lateral-direito com carreira modesta, marcada sobretudo pelo fato de ter representado a União de Leiria, Industrial Desportivo Vieirense, O Elvas, Fafe e o Águeda.

## Carreira como treinador
Começou a carreira de treinador em pequenos clubes. O bom trabalho realizado na Sanjoanense catapultou Luís Castro para o Penafiel, então na Primeira Liga. Posteriormente comandou o Águeda, o Mealhada e o Estarreja.

### Porto e Porto B
Chegou ao Porto em 2006, para orientar os escalões de formação.
Em 8 de maio de 2016, foi campeão da Segunda Liga com o Porto B, título conquistado pela primeira vez pela equipe.
No dia 5 de março de 2014, após a demissão de Paulo Fonseca, o clube portista nomeou Luís Castro como novo treinador da equipe principal, tendo sido feito o comunicado de que ele ficaria até ao final da temporada 2013–14.
Durante dez anos, entre 2006 e 2016, foi técnico das categorias de base do Porto, tendo sido também treinador do Porto B e da equipe principal durante um breve período.

### Rio Ave e Desportivo de Chaves
Passou pelo Rio Ave e Desportivo de Chaves entre 2016 e 2018.

### Vitória de Guimarães
Em maio de 2018, assinou um contrato válido por duas temporadas com o Vitória de Guimarães. Em junho de 2019, o treinador se desligou do clube português.

### Shakhtar Donetsk
No dia 12 de junho de 2019, foi anunciado como novo técnico do Shakhtar Donetsk, assinando por duas temporadas. Após qualificar o Vitória de Guimarães para as competições europeias, Luís Castro chegou para substituir o também português Paulo Fonseca, que havia assumido a Roma.
Em 20 de junho de 2020, conquistou seu primeiro título pelo clube, o Campeonato Ucraniano.
Após maus resultados na temporada 2020–21, foi demitido do clube no dia 12 de maio de 2021.

### Al-Duhail
Em 10 de agosto de 2021, foi confirmado e anunciado como novo treinador do Al-Duhail, do Catar, assinando contrato válido por uma temporada. Em sua última partida no clube, conquistou a Copa do Emir derrotando o Al-Gharafa por 5–1.

### Botafogo
O Botafogo anunciou a contratação de Luís Castro em 25 de março de 2022, com o português assinando um contrato válido por dois anos. Foi o primeiro técnico contratado pelo clube após a aquisição de sua Sociedade Anónima do Futebol por John Textor. Estreou pelo Fogão no dia 17 de abril, na vitória fora de casa por 3–1 contra o Ceará, válida pelo Campeonato Brasileiro.
No dia 9 de abril de 2023, após uma goleada por 5–2 contra o Audax Rio, o Botafogo de Luís Castro conquistou a Taça Rio.
Em junho, vivendo grande fase com o time na liderança do Campeonato Brasileiro, o treinador passou a ser alvo de constantes investidas do Al-Nassr, da Arábia Saudita. Após semanas de negociações, Castro teve sua saída anunciada pelo clube carioca no dia 30 de junho. O craque Cristiano Ronaldo, conterrâneo de Castro, fez questão de pedir para o treinador deixar o Botafogo e assumir o clube saudita.
Dois meses após a sua saída, Luís Castro contou que algo foi determinante para tomar a sua decisão de deixar o Fogão: o fato de, nas finais da Taça Rio, torcedores o vaiarem e terem colocado uma faixa pedindo a sua saída. Já o ex-treinador René Simões revelou que conversou com Luís Castro e que o português não saiu do clube carioca por dinheiro, tampouco pelo pedido de Cristiano Ronaldo, mas sim porque a diretoria não quis lhe dar mais um ano de contrato com o mesmo salário.

### Al-Nassr
Foi anunciado oficialmente pelo Al-Nassr no dia 6 de julho de 2023, assinando por dois anos com o clube que tem Cristiano Ronaldo como principal estrela. Castro conquistou a Liga dos Campeões Árabes no dia 12 de agosto, seu primeiro título pela equipe. Na final realizada no Estádio Internacional Rei Fahd, o Al-Nassr contou com dois gols de Ronaldo para vencer o Al-Hilal de Jorge Jesus por 2–1.
No dia 17 de setembro de 2024, o Al-Nassr anunciou a demissão de Luís Castro. O técnico ficou pressionado diante dos resultados ruins do time saudita no começo de temporada e acabou sendo dispensado. O português deixou a equipe de Cristiano Ronaldo com apenas duas vitórias em seis jogos na temporada 2024–25. Ao todo em sua passagem, o treinador comandou a equipe em 54 jogos, sendo 36 vitórias, nove empates e nove derrotas. Além disso, conquistou o título da Liga dos Campeões Árabes.

### Al-Wasl
Em 4 de junho de 2025, Luís Castro foi anunciado como novo comandante do Al-Wasl, dos Emirados Árabes Unidos.

## Vida pessoal
Luís Castro foi aluno por dois anos da licenciatura de física na Universidade de Coimbra.

## Títulos como treinador
Estarreja
- III Divisão: 2002–03

Porto B
- Segunda Liga: 2015–16[26]

Shakhtar Donetsk
- Campeonato Ucraniano: 2019–20[27]

Al-Duhail
- Copa do Emir do Catar: 2022

Botafogo
- Taça Rio: 2023

Al-Nassr
- Liga dos Campeões Árabes: 2023

### Prêmios individuais
- Treinador do Mês do Campeonato Brasileiro: maio de 2023[28]